# 52. Sicherungs-Division (Wehrmacht)
Die 52. Sicherungs-Division war eine deutsche Infanteriedivision des Heeres im Zweiten Weltkrieg im Wehrbereich Westruthenien der Heeresgruppe Mitte.

## Divisionsgeschichte
Der Großverband wurde am 19. April 1944 durch Umbenennung des Stabes der 52. Feldausbildungs-Division (vormals auch Stab der 52. Infanterie-Division) in Baranowicze in Belarus erst als 52. Sicherungs-Division z. b. V. aufgestellt worden. Als Mannschaften übernahm die neue Division die Regimenter der Oberfeldkommandantur 400, befehligt von Generalmajor Gerhard Poel.
Der Großverband war bis Kriegsende nur im Bereich der Ostfront eingesetzt (Weißrussland, Kowel und Kurlandkessel). Im Juli 1944; nach der Vernichtung der Heeresgruppe Mitte; wurde die Division im XXVI. Armeekorps der 3. Panzerarmee eingegliedert, nahm an der Operation Bagration teil und wurde fast vollständig aufgerieben.
Es folgte aufgrund der fehlenden Kampfkraft eine verwendungsfreie Zeit von September bis Oktober mit der Stationierung in Kurland. Anschließend verblieb die Division, nun nur noch als Stab 52. Sicherungs-Division mit der Unterstellung u. a. der SS-Panzer-Brigade Gross, der Gruppe des SS-Sturmbannführers Heimo Hierthes und die Kampfgruppe Mäder, in Kurland, wurde aber der 18. Armee zugeordnet. Am 9. Mai 1945 kapitulierte der ab Februar als Festungskommandantur in der Festung Libau im Kurlandkessel eingesetzte Divisionsstab und begab sich in sowjetische Kriegsgefangenschaft.

## Kommandeure
- Generalmajor Albert Newiger: April 1944 bis September 1944, ehemaliger Kommandeur der 190. Infanterie-Division, 112. Infanterie-Division und 52. Feldausbildungs-Division
- Generalleutnant Albrecht Baron Digeon von Monteton (1887–1946, hingerichtet in Riga[3]): ab September 1944, ehemaliger Kommandeur der 206. Infanterie-Division, der 391. Feldausbildungs-Division und der 391. Sicherungs-Division z.b.V.

## Gliederung
- Sicherungs-Regiment 37 mit vier Bataillone, später zur 201. Sicherungs-Division
- Sicherungs-Regiment 88 mit vier Bataillone (bis Ende 1944)
- Sicherungs-Regiment 611
- Nachschubtruppen 52